# NGC 1421
NGC 1421 è una galassia a spirale barrata situata nella costellazione dell'Eridano, a una distanza di circa 94 milioni di anni luce dalla nostra Via Lattea.

## Scoperta
La galassia è stata scoperta il 1 febbraio 1785 dall'astronomo britannico di origine tedesca William Herschel.

## Descrizione
NGC 1421 ha una classe di luminosità II-III e presenta una larga riga a 21 cm dell'idrogeno neutro.
Nella galassia sono presenti anche regioni di idrogeno ionizzato.
NGC 1421 è stata utilizzata da Gérard de Vaucouleurs come esempio di galassia del tipo morfologico "SB(s)c" nel suo atlante delle galassie.